# Троє з нас (фільм, 1987)
«Троє з нас» — радянський художній фільм у трьох новелах 1987 року, знятий режисерами Агасієм Айвазяном, Геннадієм Мелконяном і Дмитром Кесаянцем на кіностудії «Вірменфільм».

## Сюжет
Фільм складається з трьох новел «Дія», «Ілюзія» та «Слово».

### «Дія»
Про дивне село, в якому відбуваються дивні події: героя відвідують видіння, які можуть побачити лише люди, які мають особливий духовний зір.

### «Ілюзія»
Про людину, яка живе у світі своєї хворої уяви.

### «Слово»
У готовому до зльоту літаку звучать страшні слова, які позбавляють пілотів можливості злетіти зі страху вибухнути. І тільки пасажирові, що запізнився, добрим і бадьорим словом вдається позбавити всіх від почуття страху.

## У ролях
- Юрій Костанян — головна роль
- Григорій Карагезян — головна роль
- Ваган Арцрунян — роль другого плану
- Сергій Мкртчян — роль другого плану
- Геворг Додозян — роль другого плану
- Світлана Григорян — роль другого плану
- Світлана Кіракосян — роль другого плану
- Азат Гаспарян — роль другого плану
- Ірина Бужилова — роль другого плану
- Гагік Вартанян — роль другого плану
- Генрі Абрамян — роль другого плану
- Тигран Восканян — роль другого плану
- Едуард Гаспарян — роль другого плану
- Карлос Маркосян — роль другого плану
- Георгій Овакімян — роль другого плану
- Вардан Петросян — роль другого плану
- Ішхан Гарібян — роль другого плану
- Армен Марутян — роль другого плану
- Марина Петросян — роль другого плану
- Лаура Геворкян — роль другого плану
- Есфір Амбарцумян — роль другого плану
- Ашот Казарян — роль другого плану
- Мікаел Погосян — головна роль
- Тамара Оганесян — роль другого плану
- Верджалуйс Міріджанян — роль другого плану
- Арусь Папян — роль другого плану
- Генріх Алавердян — роль другого плану
- Карен Джанібекян — роль другого плану
- Олександр Хачатрян — роль другого плану
- Артуш Гедакян — роль другого плану
- Юрій Амірян — роль другого плану
- Віген Степанян — роль другого плану
- Леонард Саркісов — роль другого плану
- Грач'я Костанян — роль другого плану
- П. Кочарян — роль другого плану
- А. Абрамян — роль другого плану
- Н. Давидянц — роль другого плану
- Вікторія Зименкова — роль другого плану

## Знімальна група
- Режисери — Агасій Айвазян, Геннадій Мелконян, Дмитро Кесаянц
- Сценарист — Агасій Айвазян
- Оператори — Левон Атоянц, Шаварш Вартанян, Михайло Вартанов
- Композитор — Юрій Арутюнян
- Художники — Григорій Торосян, Лідія Геворкян, Гагік Бабаян